# Juri Michailowitsch Smirnow
Juri Michailowitsch Smirnow (russisch Юрий Михайлович Смирнов; * 19. September 1921 in Kaluga; † 3. September 2007) war ein russischer Mathematiker, der sich hauptsächlich mit Topologie beschäftigte.
Seiner Neigung folgend begann Juri Michailowitsch Smirnow 1939 am Institut für Mechanik und Mathematik der Staatlichen Universität Moskau (MSU) Astronomie zu studieren. Auf der dringenden Suche nach einer Einnahmequelle wurde er Assistent bei A. N. Kolmogorow, der seine mathematische Begabung erkannte und ihn zur Mathematik führte.
Nach dem Kriegseinsatz (Herbst 1941 – Kriegsende) setzte er seine Studien im mathematischen Bereich der MSU fort und erreichte dort 1948 seinen Abschluss. Smirnow begann Forschungsarbeiten am Steklow-Institut für Mathematik, wurde 1951 bei P. S. Alexandrow promoviert und 1957 Doktor der Wissenschaften, was einer Habilitation entspricht. Seit 1958 arbeitete er als Professor am Institut für Mechanik und Mathematik der MSU, wo er 1996 emeritierte.
Smirnows Hauptarbeitsgebiet war die Topologie, insbesondere Metrisierbarkeit, Dimensionstheorie, Proximity Räume und Shape Theorie. Der Satz von Bing-Nagata-Smirnow, der eine topologische Charakterisierung der Metrisierbarkeit darstellt, ist mit seinem Namen verbunden.